# Łódź Olechów Zachód
Łódź Olechów Zachód – przystanek osobowy w Łodzi, położony na południowo-wschodnich obrzeżach miasta, w pobliżu dworca towarowego Łódź Olechów, w obrębie łódzkiej kolei obwodowej. Likwidacja postojów pociagów pasażerskich na przystanku nastąpiła na początku lat 70. XX wieku, od tego czasu wykorzystywany on był wyłącznie jako przystanek służbowy dla pracowników pobliskiego dworca towarowego. Od 15 grudnia 2019 roku zostały przywrócone postoje pociągów na przystanku.

## Ruch pasażerski
| Rok  | Wymiana pasażerska na dobę |
| ---- | -------------------------- |
| 2017 | –                          |
| 2022 | 20-49                      |